# Наречия русского языка

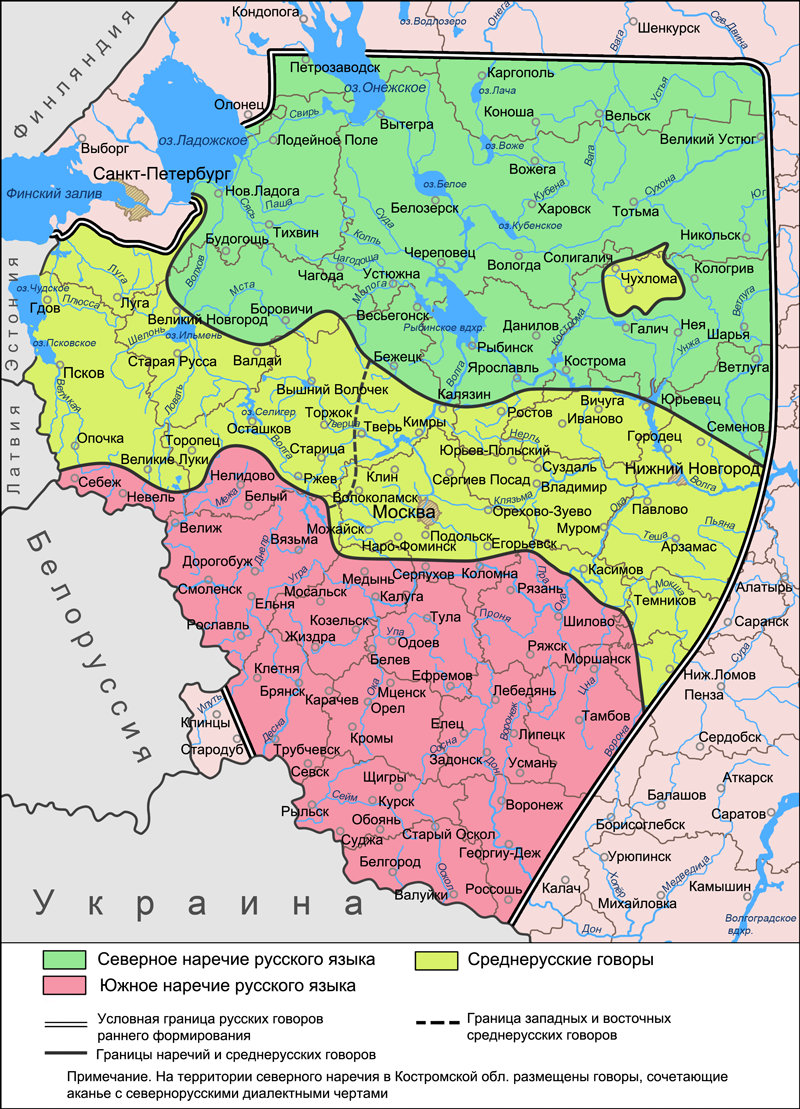
Северное и южное наречия, разделённые среднерусскими говорами на территории распространения русских диалектов первичного формирования (карта 1965 года)

Наре́чия ру́сского языка́ — основные диалектные величины, размещённые на территории распространения русского языка и разделяющие его на относительно равноценные по размерам части. В северной части локализуется северное наречие, а в южной части, соответственно, южное. Наречия представляют собой объединения нескольких групп говоров, объединённых общими диалектными чертами и расположенных в областях полного совмещения ареалов этих диалектных черт, характеризующих в отдельности каждое из наречий. Территория русских говоров первичного формирования (в пределах центральных областей Европейской части России), север и юг которой занимают наречия, разделяется пучками изоглосс, идущих с запада на восток. Изоглоссы очерчивают ареалы диалектных явлений каждого из наречий, включая такие важные для языковых характеристик и противопоставленные друг другу, как оканье, смычное образование звонкой задненёбной фонемы [г], окончание 3-го лица ед. и мн. числа глаголов с твёрдым [т] и т. д. на севере и аканье, фрикативное образование звонкой задненёбной фонемы [г] — [γ], окончание 3-го лица глаголов с мягким [т’] и т. д. на юге. Количество и характер таких соответственных явлений, связанных со всеми уровнями языка, и соотносительность между языковыми комплексами двух наречий позволяет оценить такой тип членения русского языка в целом в сравнении с другими как главный.
Наречия объединяют в себе только общие языковые черты, характерные одновременно нескольким группам говоров, и не являются реальным языком сельского населения, но содержат яркие особенности, противопоставляющие речь жителей данной крупной диалектной территории речи жителей другой крупной территории.

## Наречия на диалектологических картах русского языка
Границы наречий как территориальных подразделений русского языка и основные признаки, характеризующие наречия, были впервые отмечены в Опыте диалектологической карты русского языка в Европе с приложением очерка русской диалектологии, подготовленном членами Московской диалектологической комиссии Н. Н. Дурново, Н. Н. Соколовым и Д. Н. Ушаковым и изданном в 1915 году. В традициях диалектологии того времени, рассматривавшей на территории распространения русского языка великорусскую, белорусскую и малорусскую составляющие, наречиям были даны соответствующие названия — северновеликорусское и южновеликорусское.
В составленной в 1964 году новой диалектологической карте (опубликованной впервые в работе Русская диалектология под редакцией Р. И. Аванесова и В. Г. Орловой в 1965 году) после масштабных исследований 1945 — 1965 годов на территории распространения русского языка также были выделены северное и южное наречие, но при этом подверглись пересмотру и изменению границы наречий и границы некоторых групп говоров, а также были выделены новые группы внутри наречий. В работе К. Ф. Захаровой и В. Г. Орловой Диалектное членение русского языка, рассматривающей новую группировку говоров, были изложены принципы выделения наречий наряду с другими диалектными объединениями русского языка на основе изучения закономерностей распространения диалектных различий и значительно расширена языковая характеристика наречий. Авторы новой диалектологической карты стали придерживаться нового наименования наречий — северное наречие и южное наречие (реже севернорусское и южнорусское) — вместо северновеликорусского и южновеликорусского.

### Диалектологическая карта 1915 года

Диалектологическая карта русского языка 1915 года

При составлении карты русских говоров 1915 года её авторы опирались преимущественно на характер распространения отдельно взятых (в данном случае фонетических) языковых явлений. Пределы распространения смычно-взрывного произношения звонкой задненёбной фонемы [г] были выбраны границей северновеликорусского наречия (включая переходные средневеликорусские говоры в их составе), одновременно изоглосса этого явления явилась северной границей южновеликорусского наречия (не имеющего в своём составе переходных говоров), а определяющей чертой южновеликорусского ареала явилось фрикативное произношение задненёбной звонкой фонемы [г] — [ү]. Изоглосса различения гласных в безударном положении — оканье — была выбрана границей между северновеликорусскими чистыми и северновеликорусскими переходными (средневеликорусскими) говорами, таким образом, определяющим признаком северновеликорусского наречия стало оканье в любом виде, а средневеликорусских говоров (в основе северных с белорусскими и южновеликорусскими наслоениями) — аканье в сочетании со смычно-взрывным произношением фонемы [г].
Опорные черты (характер произношения фонемы [г] и оканье), дополненные другими диалектными чертами (наличие твёрдого или мягкого [т] у глаголов в 3-м лице ед. и мн.числа, склонение личных и возвратных местоимений, судьба старого ѣ и др.), образовали языковые характеристики наречий. При этом в характеристику того или иного наречия были отнесены явления, известные обоим наречиям (наличие долгих твёрдых шипящих [ш:] и [ж:] южновеликорусского наречия, которые широко распространены и на территории северновеликорусского наречия); некоторые черты были указаны без уточнения об отсутствии их на значительной части наречия (наличие постпозитивной частицы в северновеликорусском наречии и др.); часть широко распространённых в наречиях черт не была указана в их характеристиках. В ряде случаев границы групп говоров на карте проведены пунктиром и отмечены авторами как «границы, проведённые гадательно».

### Диалектологическая карта 1965 года

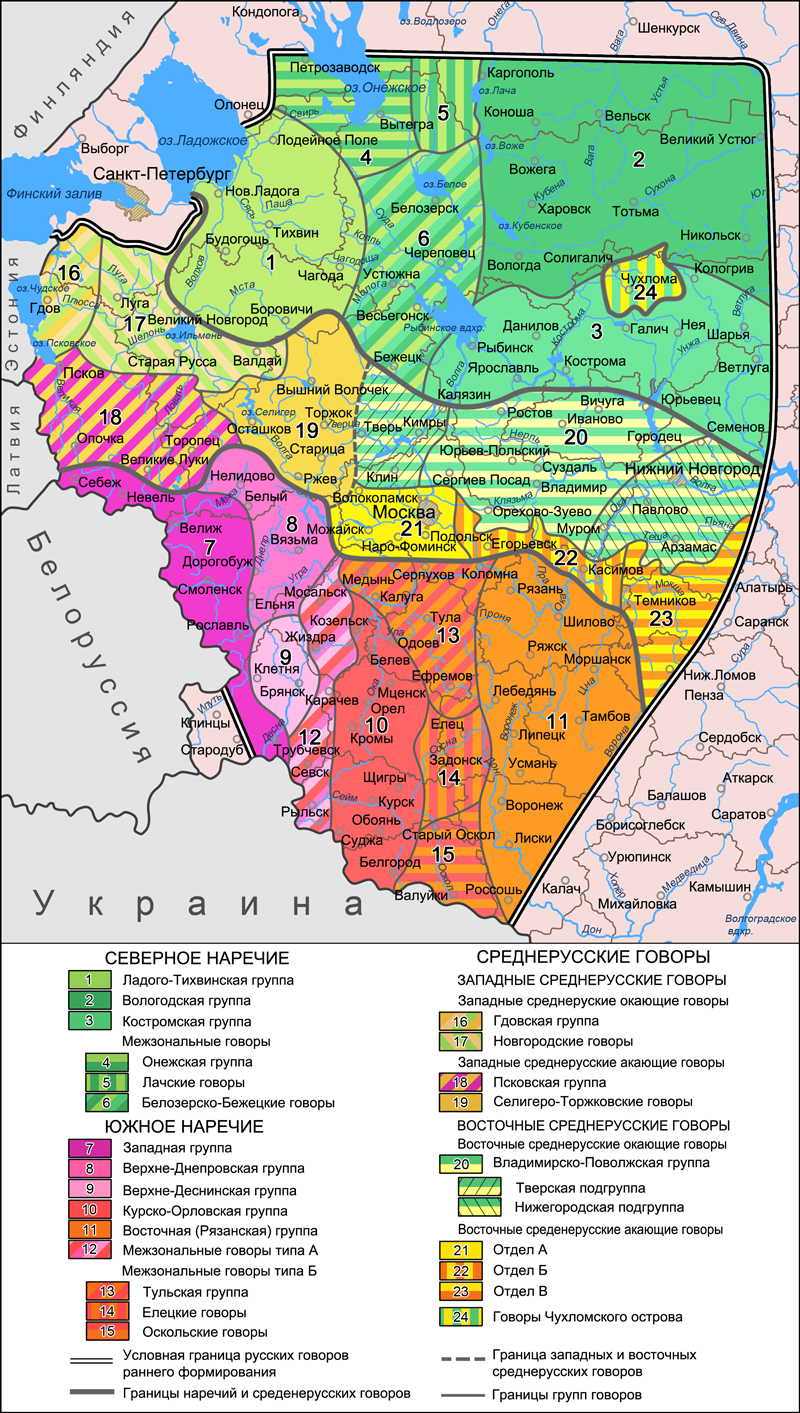
Диалектологическая карта русского языка 1965 года

Территории наречий на диалектологической карте 1965 года были определены как области, в которых полностью совмещалось значительное число ареалов характерных для наречий диалектных явлений, относящихся к разным уровням языка — фонетике, грамматике, лексике, реализующихся в неограниченном количестве языкового материала и связанных характером соотносительности. В числе таких явлений преимущественно были выбраны двучленные соответственные явления, каждый из членов которого распространялся на территории одного наречия, отсутствуя на территории другого наречия.
Такой подход к выделению наречий неизбежно привёл к пересмотру их границ. Значительные территории северновеликорусского наречия (условность отнесения говоров которых к северным была отмечена ещё авторами карты 1915 года) вошли в состав среднерусских говоров на карте 1965 года. В их числе Владимирско-Поволжская группа, окающие говоры которой кроме северных включают также черты южного наречия и юго-восточной диалектной зоны. Территория южного наречия на карте 1965 года расширилась за счёт включения в неё говоров, определявшихся на карте 1915 года как белорусские или переходные от белорусских к южновеликорусским (современные говоры Западной, Верхне-Днепровской и Верхне-Деснинской групп), а граница русского с белорусским и украинским языками проведена в основном по государственной границе Белоруссии и Украины с Россией. Такие изменения в диалектных объединениях авторами карты 1965 года объясняются тем, что пограничные говоры белорусского и русского языков хоть и объединены общими языковыми явлениями, но существование их под влиянием разных национальных языков привело к тому, что современные языковые системы данных говоров вошли в органическое сочетание с элементами языковых систем белорусского и русского языков каждые на своей территории, и не могут считаться характерными преимущественно для одного из этих языков. Исходя из этого граница между языками проведена в основном по государственной границе, хотя фактически она не является настолько определённой. Пограничные с русскими украинские говоры в отличие от белорусских отчётливо противопоставляются русским, имея небольшое число общих языковых черт. Некоторые территории малорусских говоров и малорусских говоров, переходных к южновеликорусским на карте 1915 года с фактическим преобладанием русских населённых пунктов отнесены к территории русского языка на карте 1965 года, а говоры малочисленных украинских сёл не картографированы. Различия между границами наречий отражаются и в выбранном охвате при составлении диалектологических карт, на карте 1915 года отображается территория всей Европейской части России, на карте 1965 года территория ограничена лишь центральными областями, которые были определены как территория первичного формирования русских говоров.

## Этнографические и языковые границы наречий
Выделения наречий на диалектологических картах 1915 и 1965 гг. проводились на основе методов лингвистической географии (которые заключаются в выявлении территорий диалектов как сочетаний ареалов языковых явлений, очерченных пучками изоглосс), во внимание принимались исключительно границы языковые, границы же экстралингвистических явлений при этом сознательно не учитывались. В этом случае диалект (наречие) был определён как единица лингвогеографического членения языка.
В то же время существуют точки зрения, по которым при выделении наречий (диалектов) необходимо учитывать не только языковой ландшафт, но и социально-исторические факторы. Так, важными критериями выделения диалектов, по мнению Р. И. Аванесова, следует считать этническое и национальное самосознание, оценку соседей, элементы материальной и духовной культуры, историко-культурные традиции и т. п., Г. А. Хабургаев предлагал определять диалект как язык исторически сложившейся области, сочетающий в равной мере на карте совокупности языковых и этнографических границ. Разделение территории распространения русского языка на северное и южное наречие согласуется с этой точкой зрения. Границы наречий во многом совпадают с границами северной и южной историко-культурных зон на Европейской территории русского расселения, две наиболее крупные этнографические группы русских, северная и южная, сочетают как диалектные, так и культурные особенности. В то же время наличие русского самосознания становится одним из критериев при разграничении диалектов русского языка от близкородственных диалектов белорусского языка и диалектов украинского языка.

## История образования наречий

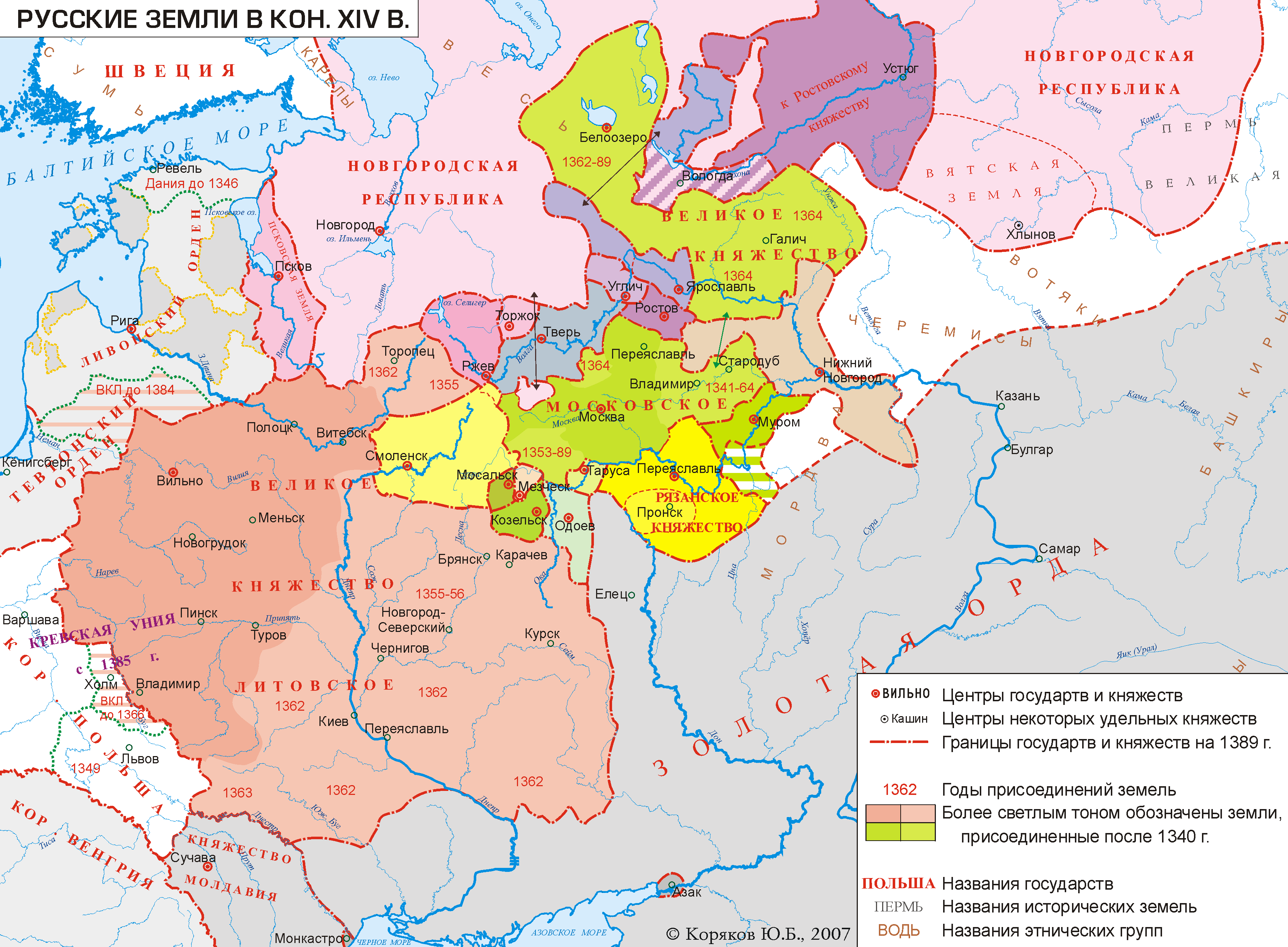
Русские земли в конце XIV века

Происхождение современных наречий русского языка не связывается напрямую с какими-либо определёнными диалектными объединениями древности. Наречия, как и входящие в их состав группы говоров, не являются непосредственным продолжением древних диалектов восточнославянских племён, так как ни одна из современных изоглосс не очерчивает территорий расселения словен, кривичей и вятичей в VIII — XII вв. Изоглоссы племенных диалектов перекрыты изоглоссами диалектов поздней формации. Основные ареалы диалектных явлений, характеризующие современные наречия и группы говоров, формировались в эпоху феодальной раздробленности в пределах наиболее устойчивых в своей истории феодальных княжеств в условиях их относительной разобщённости и географической удалённости севера и юга русских земель.
В XIII — XIV вв. на территории, входящей теперь в область распространения современного русского языка, выделяются новгородский, псковский, ростово-суздальский, смоленско-полоцкий и южный акающий (в среднем и нижнем течении Оки, в междуречье Оки и Сейма) диалекты, формирующиеся языковые различия которых повлияли на последующий процесс образования наречий. Формирование основных очертаний наречий относят к периоду XIV — XVII вв..

### Образование севернорусского наречия
Основой для формирования севернорусского наречия, по мнению Р. И. Аванесова, прежде всего был древненовгородский диалект XI — XV вв., процесс образования севернорусских групп говоров происходил в тот период, когда язык Новгорода уже потерял своё влияние, главным образом в XV — XVIII вв. в процессе взаимодействия с финно-угорскими диалектами, с носителями которых столкнулись новгородцы, осваивая восточные и северо-восточные территории. Севернорусские говоры сохранили древненовгородские черты и тенденции их развития, такие как недостаточное развитие категории парности согласных фонем, наличие гласных [ê] и [ô] и др. В то же время усиление роли древнего ростово-суздальского диалекта сопровождалось усилением его влияния на говоры северного наречия (прежде всего его восточной части), что отразилось в наличии диалектных черт центра в современных говорах Костромской группы и отчасти Вологодской и Ладого-Тихвинской групп.
Влияние на северное наречие древненовгородского диалекта видно прежде всего в его инновациях: в отвердении [т'] с XII века в окончаниях глаголов 3-го лица; в ассимиляции согласных в сочетании бм с XIII века; в совпадении во мн. числе форм творительного и дательного пад. у прилагательных и у существительных с XVI века и др. Формирование многих характерных особенностей древненовгородского диалекта относится к эпохе позднего праславянского языка, но эти архаичные особенности (отсутствие второй палатализации заднеязычных, сочетания *tl, *dl перешедшие в kl, gl; окончание -е в им. падеже ед. числа муж. рода существительных, прилагательных, местоимений, причастий, глагольных форм на -л и др.) являются теперь лексикализованными реликтами западных среднерусских говоров и почти неизвестны в севернорусском наречии.
К влиянию ростово-суздальского диалекта можно отнести утрату [j] между гласными в конце XIV — начале XV вв. с последующей ассимиляцией и стяжением сочетаний гласных в этих позициях.

### Образование южнорусского наречия
Формирование южнорусского наречия происходило на основе акающих говоров Смоленской земли и других территорий на западе, входивших в сферу слияния Великого княжества Литовского и акающих говоров Рязанского и некоторых других княжеств на востоке. Часть данных земель находилась ещё в составе Киевской Руси (в районах таких городов как Смоленск, Курск, Рязань и др.), часть сформировалась в результате ранней колонизации в направлении юго-востока до Тамбова и Воронежа. Первоначально расселение русских на юго-восток шло не с отдалённых, а с соседних южнорусских территорий, что привело к сохранению архаичных говоров в новых поселениях, а не к формированию разного рода смешанных говоров новой формации.
К одним из ярких южнорусских черт относится изменение взрывного [г] в [ү] фрикативного образования, время его появления связывается с эпохой как позднего праславянского языка (Ф. П. Филин), так и с VIII — IX вв. (Г. А. Хабургаев) или X — XI вв. (Р. И. Аванесов), первоначальной территорией возникновения предположительно были бассейн Оки (кроме низовьев) и среднее Поднепровье. Другая яркая южнорусская черта — аканье — появилась, вероятно, в XII — XIII вв. на территории верхнего Сейма и бассейна Оки (кроме низовьев).

## Области распространения наречий
Говоры русского языка по территории размещения, времени и принципу образования и некоторым другим признакам делятся на две большие группы: говоры раннего (или первичного) формирования (в центральных областях Европейской части России, где изначально складывался русский язык в основном до XV века) и говоры позднего (или вторичного) формирования (распространённые на всей остальной части России и за её пределами, на территориях, которые были заселены уже после завершения процесса формирования русского языка). Наречия русского языка складывались главным образом в пределах территории раннего формирования.

### Территория говоров раннего формирования
Наречия на территории говоров раннего формирования определяются следующими границами:
На юге северное наречие русского языка граничит со среднерусскими говорами, граница проходит от южного берега Ладожского озера на западе до впадения реки Ветлуги в Волгу на востоке; в северной и восточной частях граница севернорусского наречия совпадает с условной границей говоров раннего и позднего формирования, которая идёт ровной линией от Волги на север до нижнего течения Северной Двины, и далее от него на запад также ровной линией до берега Онежского озера. Северное наречие включает в себя восточную часть Ленинградской и северную часть Новгородской областей, полностью Вологодскую и Костромскую области, почти всю Ярославскую область кроме крайне южной части, север Нижегородской и юг Архангельской областей, а также незначительные территории северо-востока Тверской области и юга Карелии.
Граница южного наречия русского языка со среднерусскими говорами проходит в северной части от Себежа на западе до среднего течения реки Вороны на востоке, далее, совпадая с условной границей говоров раннего и позднего формирования, ровной линией идёт на юго-запад до границы с Украиной, в южной и западной частях граница южного наречия почти полностью совпадает с государственной границей России с Белоруссией и Украиной. Южное наречие включает крайний юг Псковской и юго-запад Тверской областей, Смоленскую, Калужскую, Тульскую, Орловскую, Курскую, Белгородскую, Липецкую, Тамбовскую, Воронежскую области, а также Брянскую область за исключением её западной части, Рязанскую область без северо-восточной части и северо-запад Пензенской области.

### Территория говоров позднего формирования
Говоры в Европейской части России на территориях позднего формирования размещаются в соответствии с территориальным распространением материнских говоров. Так, говоры, образованные на основе северного наречия, занимают прилегающие к этому наречию территории Русского Севера, Прикамье, северное и среднее Приуралье, а говоры образованные на основе южного наречия распространены в южных областях, на Дону, в нижнем Поволжье, на Северном Кавказе и т. д. В Сибири говоры не разделяются настолько чётко, как в Европейской части, но и там говоры севернорусского типа тяготеют к северным областям (как правило, говоры старожилов), а говоры южнорусского типа сосредоточены в южных районах (говоры новосёлов).

## Другие типы бинарного членения русского языка
Кроме членения территории распространения русского языка в целом на наречия существуют и другие случаи бинарного (попарного) размещения сочетаний ареалов диалектных явлений: диалектные зоны и говоры центральной и периферийной территории. Такие типы членения в сравнении с разделением русского языка на северное и южное наречия не обладают соотносительностью и достаточным числом противопоставленных диалектных различий, относящихся ко всем уровням языка и реализующихся в неограниченном языковом материале.

### Диалектные зоны
Диалектные зоны (всего выделяется 7 диалектных зон) — достаточно определённые сочетания ареалов, отличающиеся по местоположению от тех ареалов, которыми выделяются наречия.
Каждой диалектной зоне противопоставляется вся остальная территория распространения русского языка помимо этой зоны, то есть производится разделение территории русского языка в целом: на северо-западную диалектную зону и всю остальную территорию русского языка; на северо-восточную зону и всю остальную территорию и т. д. Такое разделение является дополнительным наряду с основным разделением на два наречия. В соответствии с этим диалектные зоны не входят в состав наречий, и ареалы зон по-разному пересекают как их территории, так и территории среднерусских говоров. Основные части ареалов северной, северо-западной и северо-восточной диалектных зон размещаются на территории северного наречия, а основные части ареалов южной, юго-западной и юго-восточной диалектных зон размещаются на территории южного наречия, западная зона в равной мере размещена на территориях обоих наречий.
Диалектные зоны хоть и сходны с наречиями по составу языковых комплексов, но отличаются отсутствием соотносительности и чётких границ.

### Говоры центра и периферии
Выделение на территории распространения русского языка центральных говоров, чьи языковые явления совпадают с литературными, и периферийных говоров с диалектными явлениями является важным моментом для понимания истории формирования русских диалектов и возникновения литературного языка. Но при рассмотрении этих групп говоров как целостных диалектов в таком разделении территории русского языка в значительной степени выявляется условный характер, так как говоры центра не имеют сколько-нибудь чётких очертаний своей территории, а каждое противопоставляемое центральному периферийное явление имеет своеобразный характер распространения и никогда не охватывает всей территории периферии, то есть отсутствует внутреннее единство периферийных говоров. Таким образом, отношения говоров центра и периферии не имеют того характера соотносительности, какой существует между северным и южным наречием и они не могут рассматриваться с наречиями в одном ряду.

## Среднерусские говоры
Северное и южное наречия локализуются в северной и южной частях территории распространения русского языка согласно определению территории наречия как области сочетаний ареалов диалектных явлений. Но так как особенностями распространения ареалов являются их неравномерность, различия по контурам и охвату территории, то совмещаются ареалы полностью только в определённой части языковых областей. Некоторые части ареалов выходят за границу полного совмещения, говоры этих окраинных частей ареалов в состав наречий не включаются. Таким образом наречия не охватывают полностью территории распространения русского языка, располагаясь в её более северной и южной частях соответственно, и не соседствуют между собой. Взаимопересечения окраинных ареалов на промежуточной территории рассматриваются как переходные между северным и южным наречием среднерусские говоры, представляющие особую величину в русской диалектологии.
Небольшая часть диалектных черт наречий охватывает полностью территорию среднерусских говоров: севернорусские смычно-взрывное образование задненёбной звонкой фонемы [г] и её чередование с [к] в конце слова и слога, произношение слова нутро́ с твёрдым звуком [р], южнорусское безударное окончание -ы у существительных ср. рода в форме именительного пад. мн. числа (п’а́тн[ы]) и др. Часть диалектных черт почти не заходит на территорию среднерусских говоров: севернорусское различение гласных неверхнего подъёма после твёрдых согласных во втором предударном слоге и др. Часть диалектных черт занимает или северную, или южную окраины среднерусских говоров: южнорусский мягкий т’ в окончаниях глаголов 3-го лица ед. и мн. числа и др.; или разделяет среднерусские говоры на равные части на севере и на юге: окончание -ы в форме родительного пад. ед. числа существительных жен. рода с окончанием -а и твёрдой основой ([у жоны́]) в северной части и окончание -е ([у жене́]) в южной части и др. Некоторые черты распространяются исключительно в западной или восточной частях среднерусских говоров: севернорусские наличие сочетания мм в соответствии сочетанию бм и общая форма дательного и творительного пад. мн. числа существительных и прилагательных (с пусты́м в’о́др[ам], к пусты́м в’о́др[ам]) на западе; отсутствие j в интервокальном положении, явления ассимиляции и стяжения в возникающих при этом сочетаниях гласных на востоке. Также диалектные явления наречий образуют ареалы в виде различного размера островов. В целом северные среднерусские говоры тяготеют к северному наречию по наличию общих с ним диалектных черт, а южные среднерусские говоры, соответственно, к южному наречию, в центре увеличивается число разнодиалектных черт.
Отсутствие охватывающих полностью территорию среднерусских говоров собственных языковых черт (и небольшое число севернорусских и южнорусских черт на всей их территории) не позволяет рассматривать эти говоры в одном ряду с наречиями, несмотря на большую занимаемую ими территорию, сопоставимую по размерам как с северным, так и с южным наречием.

## Диалектные единицы в составе наречий
В соответствии с иерархической структурой диалектных объединений русского языка наречия как величины высшего ранга включают в свой состав величины рангом ниже — группы говоров (в ряде случаев в их составе выделяют подгруппы говоров), которые в свою очередь состоят из наименьших диалектных величин, собственно говоров.
Диалектные объединения внутри наречий русского языка не являются равноценными при сравнении их друг с другом. В состав наречий включаются основные группы говоров и межзональные говоры (среди которых выделяются как группы говоров, так и говоры не образующие самостоятельных групп). Такое разделение групп говоров отражает определённые языковые тенденции к обособлению значительных частей территорий наречий и формированию переходных говоров между ними. Так в северном наречии определённо выделяются западная и восточная части, а в южном — западная, центральная и восточная, которые связываются друг с другом межзональными (переходными) говорами.
К основным группам говоров относят те, ареалы которых размещаются внутри диалектных зон. Основные группы внутри одной диалектной зоны отчётливо противопоставляются группам внутри другой. Ладого-Тихвинская группа говоров на западе северного наречия противопоставляется Вологодской и Костромской группам на востоке. Западная, Верхне-Днепровская и Верхне-Деснинская группы говоров вместе на западе и отдельно Курско-Орловская группа в центре и Восточная (Рязанская) группа на востоке противопоставляются друг другу внутри южного наречия.

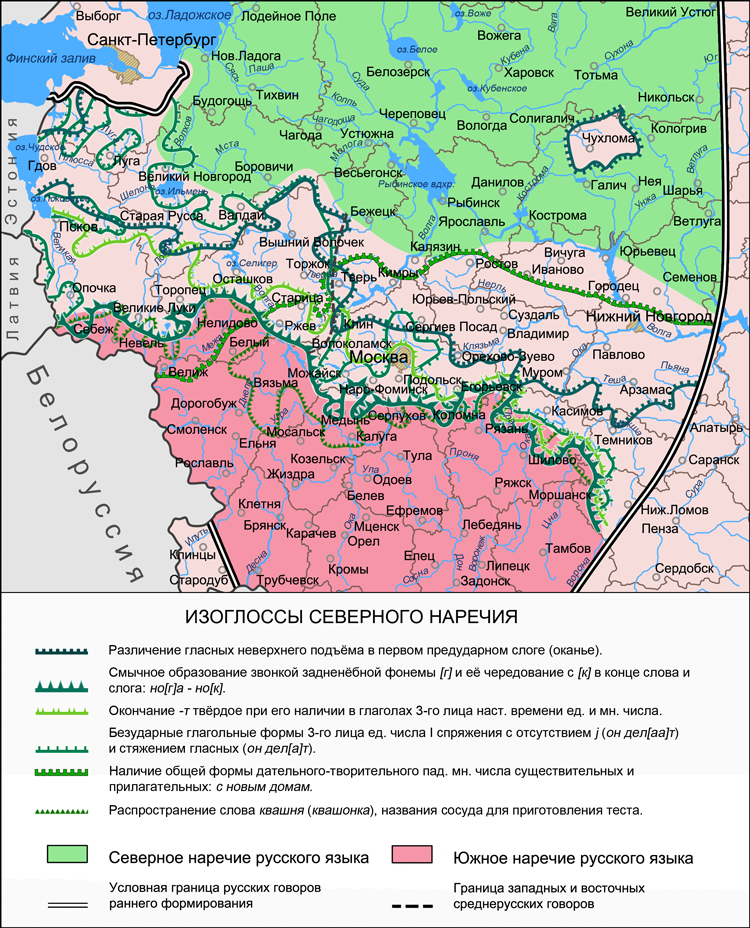
Изоглоссы северного наречия на территории среднерусских говоров.
Важнейшие пучки изоглосс показаны каждый при помощи одной, типичной для пучка, изоглоссы

К межзональным говорам относят те, которые размещаются на территории взаимоналожения окраинных частей ареалов противостоящих друг другу диалектных зон и основных групп говоров в пределах северного или южного наречий. Тем самым по межзональным говорам проходит условная граница между частями наречий, включающими в себя основные группы говоров. Межзональные говоры северного наречия размещаются между западной и восточной частями северного наречия. Межзональные говоры А южного наречия размещаются между западной и центральной частями южного наречия, а межзональные говоры Б южного наречия, между центральной и восточной частями южного наречия.
На отдельных частях территории межзональных говоров по наличию определённо выраженных языковых комплексов выделяются самостоятельные группы говоров. Остальные говоры не образуют самостоятельных групп, так как объединяют в себе небольшое число в основном разнодиалектных черт. Так, в пределах северного наречия межзональные говоры включают как самостоятельную Онежскую группу говоров, так и лачские говоры, и белозерско-бежецкие говоры, не являющиеся самостоятельными группами. В пределах южного наречия межзональные говоры Б включают как Тульскую группу говоров, так и елецкие и оскольские говоры.
К межзональным (или переходным) по принципу своего формирования можно отнести и такой крупный массив русских говоров как среднерусские говоры, с той лишь разницей, что в отличие от межзональных говоров внутри наречий, расположенных в пересечении ареалов диалектных зон и ареалов основных групп говоров, среднерусские располагаются на территории, на которую в разной степени заходят ареалы явлений диалектных зон и явлений северного и южного наречий.

## Состав языковых комплексов наречий

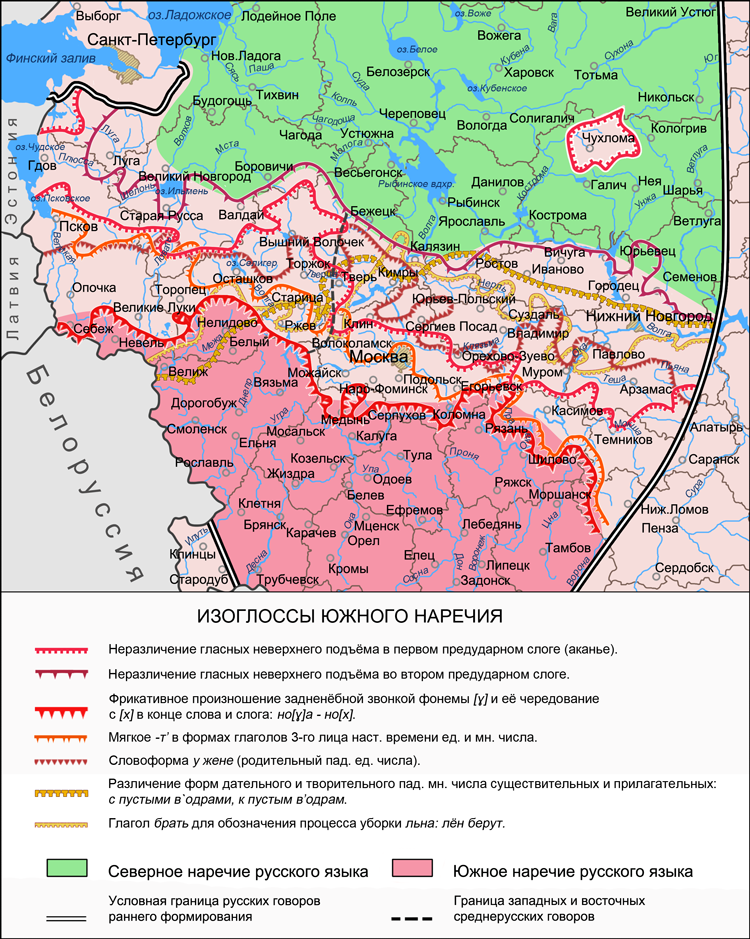
Изоглоссы южного наречия на территории среднерусских говоров.
Важнейшие пучки изоглосс показаны каждый при помощи одной, типичной для пучка, изоглоссы

Главным условием при включении в состав языкового комплекса того или иного наречия диалектной черты является её широкое распространение в пределах наречия.
В состав каждого из наречий включаются как ареалы явлений, известных только на территории наречий, так и ареалы явлений, известных помимо этого также в среднерусских говорах (как правило в какой-то из определённых частей среднерусских говоров).
Языковые комплексы наречий включают в свой состав диалектные соответственные явления как двучленные, так и многочленные, связанные со всеми уровнями языка, охватывающие, как правило, все факты языка, различные по отношению их членов к литературному языку, различные по наличию или отсутствию в них структурных разновидностей. Они характеризуют говоры значительных по охвату территорий, учитывая только общие для них черты, не принимая во внимание местные особенности говоров. Так, характеризующее южное наречие наличие неразличения безударных гласных в общем виде, в реальности представлено в разных южнорусских говорах различными типами аканья и яканья.
Особенностью языковых комплексов наречий является то, что диалектные явления, входящие в их состав, представляют собой целостные закономерности, реализующиеся в неограниченном языковом материале, в их числе такие важные для дифференциации русских диалектов явления, как система безударного вокализма и др.

### Двучленные диалектные явления
Языковые комплексы наречий русского языка противопоставляются двучленными соответственными явлениями, каждые из двух членов (вариантов) которых представлены одни в северном, другие в южном наречии.
Языковые комплексы наречий обладают значительным числом фонетических, грамматических и лексических двучленных соответственных явлений, которые образуют противопоставление наречий как равных друг другу и соотносительных диалектных величин. Член соответственного явления, распространяясь на территории одного из наречий, исключается на территории противоположного наречия, где распространяется другой член этого соответственного явления. Так, в диалектном различии твёрдости и мягкости окончания -т глаголов 3-го лица настоящего времени ед. и мн. числа твёрдое окончание -т характеризует говоры северного наречия и отсутствует в южном, где распространено произношение мягкого -т’ в окончании глаголов. Взаимное замещение одного компонента языкового комплекса другим является важным признаком языковых комплексов, построенных на двучленных соответственных явлениях, так как на их основе каждое из наречий противостоит другому как определённая величина. В состав наречий включаются в том числе и такие двучленные соответственные явления, члены которых могут быть как собственно диалектными, так и совпадать с литературным языком. По качеству образования звонкой задненёбной фонемы ([г] с её чередованием с [к] в конце слова и слога или [ү] с её чередованием с [х]) диалектный член распространён в южнорусском наречии, а с литературной нормой совпадает член явления северного наречия. По характеру произношения сочетания бм (сочетание мм в соответствии бм: о[м:]а́н, о[м:]êр’а́л или сочетание бм: о[бм]ан, о[бм]ер’ал), напротив, с литературным языком совпадают говоры южнорусского наречия.
Примеры фонетических, грамматических и лексических двучленных соответственных явлений, распространённые в наречиях варианты которых, противопоставлены друг другу:
Фонетические диалектные черты:
| Диалектные черты северного наречия | Диалектные черты южного наречия |
| --- | --- |
| Различение гласных неверхнего подъёма после твёрдых согласных (оканье): - В первом предударном слоге: др[о]ва́, н[о]шу́, тр[а]ва́, с[а]ды́ (см. карту изоглосс северного наречия); - Во втором предударном слоге: м[о]локо́, д[а]л’око́; - В заударных слогах: го́р[о]д, на́д[о], о́кн[а], вы́д[а]л и т. п. | Неразличение гласных неверхнего подъёма после твёрдых согласных (аканье, редукция гласных): - В первом предударном слоге: др[а]ва́, н[а]шу́, тр[а]ва́, с[а]ды́ (см. карту изоглосс южного наречия); - Во втором предударном слоге: м[ъ]локо́, д[ъ]л’око́ (см. карту изоглосс южного наречия); - В заударных слогах: го́р[ъ]д или го́р[а]д, на́д[ъ] или на́д[а], о́кн[ъ] или о́кн[а], вы́д[ъ]л или вы́д[а]л и т. п. |
| Смычное образование звонкой задненёбной фонемы [г] и её чередование с [к] в конце слова и слога: но[г]а́ — но[к], бер’о[г]у́с’ — бер’о́[к]с’а и т. п. (см. карту изоглосс северного наречия) | Фрикативное образование звонкой задненёбной фонемы [г] — [ү] и её чередование с [х] в конце слова и слога: но[ү]а́ — но[х], бер’о[ү]у́с’ — бер’о́[х]с’а и т. п. (см. карту изоглосс южного наречия) |
| Отсутствие [j] в интервокальном положении, явления ассимиляции и стяжения в сочетаниях гласных: - В глаголах с сочетанием айе: дêл[аэ]т, дêл[аа]т, дêл[а]т. Реже и в основном на южных частях территории северного наречия в глаголах с сочетаниями ейе, ойе: ум[е́э]т, ум[е́]т; м[о́э]т, м[о́]т (см. карту изоглосс северного наречия); - В прилагательных с сочетаниями айа, уйу, ыйе: кра́сн[аа], кра́сн[а]; молод[а́а], молод[а́]; кра́сн[уу], кра́сн[у]; молод[у́у], молод[у́]; молод[ы́], кра́сн[ы́] и т. п. (с сочетанием ыйе явление встречается нерегулярно на восточной части территории северного наречия) | Наличие интервокального [j] в личных формах глаголов и прилагательных, отсутствие случаев выпадения [j] и стяжения в возникающих при этом сочетаниях гласных: - В глаголах: дêл[аjе]т зн[а́jе]т; - В прилагательных: кра́сн[аjа], молод[а́jа]; кра́сн[уjу], молод[у́jу]; молод[ы́jе], кра́сн[ы́jе] и т. п.                                                                                                   |
| Распространение случаев произношения [с] в соответствии конечному сочетанию ст: мо[с] (мост), хво[с] (хвост) и т. п. | Распространение произношения сочетания ст на конце слова: мо[ст], хво[ст], хво́ро[ст] и т. п. |
| Наличие сочетания мм в соответствии сочетанию бм: о[м:]а́н (обман), о[м:]êр’а́л (обмерял) и т. п. | Распространение сочетания бм: о[бм] а́н, о[бм]е́р’ал и т. п. |
| Возможность произношения мягких шипящих [ж’] и [ш’]: [ш’]и́бко, [ж’]ест’, [ш’]а́пка, [ж’]ал’. Данное явление распространено в северном наречии нерегулярно. | Наличие только твёрдых шипящих [ж] и [ш]: [ш]ы́бко, [ж]ест’, [ш]а́пка, [ж]ал’. |
| Особенности в произношении отдельных слов: ко[в]да́, ко[л]да́ (с согласным [в] или [л] вместо [г]); [пш]ени́ца (без вставного гласного); [р]и́га (с мягким [р’]); нут[р]о́ (с твёрдым [р]); где (с начальным согласным [г] различного образования). | Особенности в произношении отдельных слов: ко[ү]да́, кода́ (с согласным [ү] или без согласного); п[а]шени́ца или п[ъ]шени́ца (с вставным гласным); [р]ы́га (с твёрдым [р]); нут[р’]о́ (с мягким [р’]); иде́, йде, ийде́, де (где) наряду с үде. |

Грамматические диалектные черты:
| Диалектные черты северного наречия | Диалектные черты южного наречия |
| --- | --- |
| Существительные с суффиксами -ушк-, -ишк-, склоняемые по типу слов мужского и среднего рода: - дêдушко, у дêдушка, к дêдушку, дêдушко, с дêдушком, о дêдушке; - мальчи́шко, у мальчи́шка, к мальчи́шку, мальчи́шко, с мальчи́шком, о мальчи́шке.                                                                                 | Существительные с суффиксами -ушк-, -ишк- (особенно с суффиксом -ушк-), склоняемые по типу слов женского рода: - дêдушка, у дêдушки, к дêдушке, дêдушку, с дêдушкой, о дêдушке; - мальчи́шка, у мальчи́шки, к мальчи́шке, мальчи́шку, с мальчи́шкой, о мальчи́шке. |
| Наличие у существительных женского рода с окончанием -а и твёрдой основой в форме родительного пад. ед. числа окончания -ы: у жон[ы́], со стен[ы́], с рабôт[ы] и т. п. | Наличие у существительных женского рода с окончанием -а и твёрдой основой в форме родительного пад. ед. числа окончания -е: у жен[е́], со стен[е́], с рабо́т[и] и т. п. (см. карту изоглосс южного наречия) |
| Формы существительных среднего рода с твёрдой основой в именительном пад. мн. числа с безударным окончанием -а: п’а́тн[а], о́кн[а] и т. п. | Формы существительных среднего рода с твёрдой основой в именительном пад. мн. числа с безударным окончанием -ы: п’а́тн[ы], о́кн[ы] и т. п. |
| Наличие форм существительных волк, вор, орêх в именительном пад. мн. числа с ударением на основе: во́лки, во́ры, орêхи. | Наличие форм существительных волк, вор, орêх в именительном пад. мн. числа с ударением на окончании: волки́, воры́ (наиболее регулярно), орêхи́. |
| Общая форма существительных и прилагательных во мн. числе для дательного и творительного пад.: за новы́м дома́м, к новы́м дома́м; с пусты́м в’о́драм, к пусты́м в’о́драм. (см. карту изоглосс северного наречия) | Различение форм дательного и творительного пад. существительных и прилагательных во мн. числе: за новы́ми дома́ми, к новы́м дома́м; с пусты́ми в’о́драми, к пусты́м в’о́драм. (см. карту изоглосс южного наречия) |
| Прилагательное то́лстый с ударением на окончании: толсто́й. | Прилагательное то́лстый с ударением на основе: то́лстой, то́лстый. |
| Формы ед. числа личных и возвратных местоимений: - С различением окончаний родительного и винительного пад.: мен’а́, теб’а́, себ’а́ сравнительно с дательным и предложным пад.: мнê (менê), тебê, себê; - С совпадением основ при образовании всех этих форм у местоимения 2-го лица и возвратного: теб’а́, тебê; себ’а́, себê. | Формы ед. числа личных и возвратных местоимений: - С окончанием -е во всех падежах: менê (в дательном и предложном пад. мнê, реже менê), тобê (в родительном и винительном пад. тебê, изредка тобê), собê (в родительном и винительном пад. себê, изредка собê); - С различением основ родительного и винительного пад.: тебê (изредка тобê), себê (изредка собê) сравнительно с дательным и предложным пад.: тобê, собê. |
| Окончание глаголов в форме 3-го лица настоящего времени ед. и мн. числа -т твёрдое при его наличии: сиди́[т], сид’а́[т]; пи́ше[т], пи́шу[т]. (см. карту изоглосс северного наречия) | Окончание глаголов в форме 3-го лица настоящего времени ед. и мн. числа -т’ мягкое при его наличии: сиди́[т'], сид’а́[т']; пи́ше[т'], пи́шу[т']. (см. карту изоглосс южного наречия) |
| Случаи распространения личных форм ед. и мн. числа с ударением на окончании у глаголов II спряжения, исконно имевших ударение на окончании: дари́ш, дари́т, дари́м; соли́ш, соли́т, соли́м; брани́ш, брани́т, брани́м; вари́ш; кати́ш; вали́ш и т. д.                                                                                  | Распространение личных форм ед. и мн. числа с ударением на основе (кроме 1-го лица ед. числа) у глаголов II спряжения, исконно имевших ударение на окончании: да́риш, да́рит, да́рим; со́лиш, со́лит, со́лим; ва́риш, ва́рит, ва́рим; ка́тиш; ва́лиш; та́ш’:иш и т. д. |
| Глагол лечь в форме повелительного наклонения — л’аг. | Глагол лечь в форме повелительного наклонения — л’аж. |
| Различение в глаголах настоящего времени 3-го лица мн. числа I и II спряжения гласных в безударных окончаниях: лома́й[у]т, пи́ш[у]т — хо́д'[а]т, л’у́б’[а]т. | Совпадение в глаголах настоящего времени 3-го лица мн. числа I и II спряжения гласных в безударных окончаниях: лома́й[у]т, пи́ш[у]т — хо́д'[у]т, л’у́б’[у]т. |

Лексические диалектные черты:
| Диалектные черты северного наречия                                                        | Диалектные черты южного наречия                                   |
| ----------------------------------------------------------------------------------------- | ----------------------------------------------------------------- |
| О́зимь, о́зима (всходы ржи).                                                                | Зе́лени, зеленя́, зе́ль (всходы ржи).                                |
| Ора́ть (пахать) наряду со словом паха́ть                                                    | Паха́ть.                                                           |
| Зы́бка (подвешиваемая к потолку колыбель).                                                 | Лю́лька (подвешиваемая к потолку колыбель).                        |
| Ковш, ко́вшик.                                                                             | Коре́ц, ко́рчик (в значении ковш).                                  |
| Квашня́, квашо́нка (посуда для приготовления теста). (см. карту изоглосс северного наречия) | Дежа́, де́жка (посуда для приготовления теста).                     |
| Бре́зговать                                                                                | Гре́бовать (в значении брезговать)                                 |
| Сковоро́дник (приспособление для вынимания сковороды из печи).                             | Ча́пля, ца́пля, ча́пельник, чапле́йка и пр. слова с корнем чап (цап). |
| Ла́ет (о собаке)                                                                           | Бре́шет (лает, о собаке)                                           |
| Пого́да (в значении — плохая погода)                                                       | Пого́да (в значении — хорошая погода)                              |

### Многочленные диалектные явления
Языковые комплексы наречий помимо двучленных включают также многочленные соответственные явления, в которых ареал одного из членов явления сочетается с ареалом северного или южного наречия. При этом члену явления, характеризующему наречие, противостоят два и более членов этого же явления, характерных не для всего противоположного наречия как в случае с двучленными явлениями, а только для диалектных зон или групп говоров, расположенных на территории этого противоположного наречия. При характеристике наречий используются только те члены многочленных соответственных явлений, которые по размерам ареала могут быть признаны связанными с тем или иным наречием. К таким явлениям относятся, в северном наречии: распространение слов — названий ягод, образованных с суффиксом -иц (земл’ани́ца, брусни́ца и др.) и т. д.; в южном наречии: распространение инфинитивов типа нес’т’, плес’т’ в соответствии инфинитивам нести́, плести́ и ит’и́т’ — ид’и́т’, а также инфинитивов типа печ’, сеч’, стере́ч’ у глаголов с основами на задненёбный согласный и т. д.

### Диминутивное словообразование
Одной из особенностей русской диалектной лексики, которая имеет ареальные различия в широте распространения, является диминутивное словообразование. По количеству слов с уменьшительными суффиксами (-к-, -ок / ек-, -ик-, -чик-, -ушк / юшк-, -ышк / ишк-, -ичк-, -очк / ечк-, -оньк / еньк-, -ошк-, -онк- и др.) средние показатели их частотности (в данном случае существительных) позволяют выделить три группы — северо-западную, северо-восточную и южнорусскую. Самые низкие показатели употребительности диминутивов отмечаются в южном наречии — 2,5 % (в разных южнорусских говорах в среднем показатели частотности совпадают). Противопоставляемые по этому признаку говоры северной локализации, в которых диминутивы представлены чаще, характеризуются неодинаковым их распространением в различных говорах. Наибольшая представленность диминутивов наблюдается в северо-западных говорах: Новгородских и Ладого-Тихвинской группы, с показателями распространения — 10 %, в говорах Псковской группы — 9,4 %. В северо-восточных говорах наблюдается меньшее распространение слов с уменьшительными суффиксами, при этом показатели употребительности диминутивов уменьшаются в направлении на восток, например, в говорах Вологодской группы — от 6,8 % на западе до 4 % на востоке.